# Robert Jacobsen
Pour les articles homonymes, voir Jacobsen.
Robert Jacobsen (né le 4 juin 1912 à Copenhague et mort le 26 janvier 1993) est un sculpteur et peintre danois. 

## Biographie
Né dans un milieu modeste Robert Jacobsen ne fait aucune étude artistique, vivant dans sa jeunesse de petits travaux très divers. Il réalise ses premières sculptures en bois vers 18 ans. Après avoir découvert la peinture de Klee, Kandinsky ou encore Mondrian, il suit l'enseignement d'un sculpteur et d'un tailleur de pierre. En 1941, il expose au Salon d'automne de Copenhague.   
Après la guerre, en 1947, il bénéficie d'une bourse de l’État français et vient à Paris. Il partage un logement avec Richard Mortensen puis Asger Jorn, installé en banlieue, à Suresnes, au sein d'une communauté d'artistes danois. Il réalise des sculptures en fer soudé dont-il dit : « La soudure fut ma chance. Ainsi je suis devenu un sculpteur de ferraille. C'est tout, il n'y a pas à broder, ni de belles histoires à inventer. Avec la pierre, tu vogues entre les formes. Avec du fer, tu sais la forme, tu choisis l'espace ».   
Il organise sa première exposition en 1950 et reçoit le grand prix de la Biennale de Venise en 1966.
Dans les années 1970, il revient au Danemark pour honorer des commandes publiques. Une grande statue de lui est exposée en permanence devant la gare de Copenhague. 
En 1962, il devient professeur à l’Académie des beaux-arts de Munich et à l’Académie royale des beaux-arts du Danemark de 1976 à 1985. 
Robert Jacobsen a eu le génie de réaliser de magnifiques statues abstraites avec des plaques de tôle, genre qui donne généralement des objets encombrants et prétentieux. Chez lui, au contraire le métal délimite des volumes d'ombre et de vide d'une rare harmonie, et qui portent à penser.

## Expositions
- 2001 - Statens Museum for Kunst, Copenhague
- 1993 - Fragments, Galerie D. René, Paris
- 1985 - La sculpture dans tous ses états, musée Rodin, Paris
- 1963 - Robert Jacobsen Sculptures 1961-1962 (23 avril - 18 mai 1963), Galerie De France, Paris